# Oleksiivka, Dobrovelîcikivka
Oleksiivka (în ucraineană Олексіївка) este localitatea de reședință a comunei Oleksiivka din raionul Dobrovelîcikivka, regiunea Kirovohrad, Ucraina.

## Demografie
Componența lingvistică a localității Oleksiivka
     Ucraineană (95,68%)
     Rusă (3,89%)
     Alte limbi (0,17%)
Conform recensământului din 2001, majoritatea populației localității Oleksiivka era vorbitoare de ucraineană (95,68%), existând în minoritate și vorbitori de rusă (3,89%).